# 1417 en santé et médecine
| Années de la santé et de la médecine : 1414 - 1415 - 1416 - 1417 - 1418 - 1419 - 1420    |
| Décennies de la santé et de la médecine : 1380 - 1390 - 1400 - 1410 - 1420 - 1430 - 1440 |

Cet article présente les faits marquants de l'année 1417 en santé et médecine.

## Événements
- Fondation par Jacques Miton, curé d'Is en Bourgogne, du premier hôpital de la ville[1].
- Le médecin juif Mosse Marnan de Marseille[2] et les chirurgiens juifs Bellant de Tarascon[3] et Benoît Canet (fl. 1401-1417) d'Arles[3] soignent Louis II, roi de Naples, pour la maladie de la vessie dont il meurt.

- 1414[4] ou 1417-1418[5] : une épidémie de danse de Saint-Guy se répand depuis Strasbourg jusqu'en Bavière.

## Publications
- 1411-1417 : Alonso Chirino (es) (c.1365-c.1429), médecin de Jean II, roi de Castille, rédige deux traités en castillan : le Miroir de la médecine (Espejo de la Medicina) et le Moindre mal de la médecine (Menor daño de la Medicina[6]).

## Personnalités
- Fl. Albert Loison, précepteur et médecin du dauphin Jean, qu'il soigne à Paris et Compiègne dans sa dernière maladie[3].
- Fl. Jean de Sept Saulz, barbier à Reims ; il examine une personne suspecte de lèpre[7].
- Fl. Jean Simon, maître ès arts et licencié en médecine ; consulté à Vienne comme astrologue, avant l'élection du successeur de Jean XXIII[7].
- 1376-1417 : fl. Abraham Vitalis de Milhano, médecin juif d'Avignon d'une famille originaire de Millau ; en 1376, il succède à son père Vital de Bésiers ; il devient conseiller de la communauté juive en 1417[3].
- 1388-1417 : fl. Jean de Parme, médecin de Philippe le Hardi, duc de Bourgogne ;  en 1388 et 1417, trois fils qu'il a de Guiotte, sa servante, obtiennent des lettres de légitimation[7].
- 1401-1417 : fl. Jean de Vouziers, chirurgien juré de la ville de Reims[7].
- 1411-1417 : fl. Jean de Lugduno, licencié en médecine, étudiant en droit à Paris, réputé dives practicus, bene hereditatus ; en 1417, il obtient réparation de « Bourguignons » qui l'avaient attaqué et grièvement blessé en 1411[7].
- 1414-1417 : fl. Jean de Monteau, fils de François de Monteau, médecin de Dijon d'origine milanaise, reçu docteur en médecine à Pavie en 1414, revenu à Dijon en 1417[7].
- 1415-1417 : fl. Michel de Discipatis, prêtre apostat, à Chambéry en 1415, condamné à la prison à vie pour avoir extorqué de l'argent en se donnant pour astrologue et médecin[7].
- 1417-1428 : fl. Monet Michiel, maître barbier à Lyon[7].
- 1417-1430 : fl. Arnold de Tricht, recteur de l'université de Rostock, professeur de médecine à Erfurt[3].
- 1417-1453 : fl. Jean de Lacoste, barbier, à Mézières, de Charles de Bourgogne, comte de Rethel[7].

## Décès
- Henri Carpentin (né à une date inconnue), clerc et médecin, maître régent à l'université de Paris, au service de Philippe le Hardi, duc de Bourgogne[3].
- 18 mai : Gilabert Jofré (en) (né en 1350), mercédaire espagnol, fondateur à Valence, en 1409, du premier asile d'aliénés du monde, l'hôpital Sainte-Marie des Innocents (Hospital de Santa Maria de los inocentes[8]).